# Keenan MacWilliam
Keenan Carole MacWilliam (Toronto, Ontario, 30 de marzo de 1989) es una ex actriz y cantante canadiense.

## Biografía
Su primera aparición fue en 1999 en la película Deep in My Heart, pero no alcanzó la fama hasta 2001 cuando interpretó a Carole Hanson en la serie El club de la herradura entre 2001 y 2003. Además de ser protagonista de la serie juvenil, ha participado y protagonizado otras películas como Jóvenes y periodistas, Must Be Santa o Prom Wars: Love Is a Battlefield y otras series como Are You Afraid of the Dark? o Soul Food.
Además de su carrera como actriz, fue la cantante de la cabecera de El club de la herradura, junto a sus compañeras de reparto y de su banda sonora. Además del cante, Kenaan toca la guitarra, habla inglés y francés, está en un programa para estudiantes superdotados en matemáticas, y ama los ordenadores y la ciencia. También juega al fútbol y está en un equipo.

## Filmografía

### Películas
| Año  | Película                         | Personaje        |
| ---- | -------------------------------- | ---------------- |
| 1999 | Deep in My Heart                 | Bárbara de joven |
| 1999 | The Bone Collector               | Sobrina de Rhyme |
| 1999 | Must Be Santa                    | Heather          |
| 2000 | The Best Girl                    | Alice            |
| 2002 | Jóvenes y periodistas            | Karen            |
| 2008 | Prom Wars: Love Is a Battlefield | Meg              |

### Series de televisión
| Año       | Serie                       | Personaje     | Notas        |
| --------- | --------------------------- | ------------- | ------------ |
| 2000      | Are You Afraid of the Dark? | Emily         | 1 episodio   |
| 2001-2003 | El club de la herradura     | Carole Hanson | 52 episodios |
| 2004      | Soul Food                   | Amina         | 3 episodios  |